# Morten Storm
Morten Storm (født januar 1976 i Korsør, også kendte under navnene Murad Storm og Murad Storm Ad-Denemarki) er en tidligere dansk politiagent for Politiets Efterretningstjeneste (PET), der virkede i det militante islamistiske miljø. I 2012 kom hans agent-virksomhed til offentlighedens kendskab, da han stod frem i Jyllands-Posten.

## Baggrund
Storm voksede op i Korsør hos sin mor og stedfar.
I boligblokken, hvor han boede, fik han arabiske venner.
Han var urolig i skolen og blev sendt til en Tvind-skole, hvor han fik flere kriminelle venner.
Allerede som 13-årig begik han to væbnede røverier, og han var flere gange i fængsel på grund af vold.
Som ung gav hans kriminalitet ham en indtægt på op mod 10.000 kroner om ugen. Han brugte pengene til byture med alkohol og narkotika.
Under Rockerkrigen var han som 21-årig prøvemedlem af Bandidos i Korsør.
I sin ungdom var Storm en talentfuld fodboldspiller.
Han gik også til boksning i Korsør Amatør Bokseklub, hvor Mark Hulstrøm trænede ham.

## Islamist
Som 19-årig skulle Storm have fattet interesse for islam. Sammen med en ven opsøgte han en imam og konverterede. Storm fortsatte dog med at feste, og han blev involveret i Bandidos. Efter en ny arrestation, 28. juni 1997 ændrede han sin livsform. Under varetægtsfængslingen mødte han den danske konvertit Sulaiman. Efter frigivelsen flyttede Storm sammen med Sulaiman, som boede i England. I England begyndte Storm at bede 5 gange om dagen og lod skægget gro.
I Storbritannien og Yemen fik Storm internationale kontakter, blandt andet til salafister, og begyndte at studere arabisk sprog og religiøse skrifter.
Hans religiøsitet udviklede sig i militant retning, og han fik kontakter til personer, der senere blev dømt som terrorister.
Storm angiver også, at han fik kontakt til Al-Qaeda-lederen Anwar al-Awlaki og blev ven med ham.
I 2000 blev han gift med en marokkansk kvinde, og fik med hende, i 2002, deres første søn.
I 2002 udkom også hans danske oversættelse af den islamisk fundamentalistiske bog Islams trosretning, spørgsmål og svar af sheik Muhammad Bin Jamil Zayno.

## PET-agent
Ifølge Storms egne oplysninger forlod han islam i 2006 og blev hvervet af PET som agent, hvorefter han frem til 2011 levede et dobbeltliv.
Han hævdede videre, at det var ham selv der kontaktede PET.
Som agent oprettede han dækfirmaer, der officielt arrangerede vildmarksture. Dækfirmaerne gjorde ham i stand til at være bortrejst i længere tid og til at forklare, hvorfra han havde sin indkomst.
Som PET-agent var han blandt andet involveret i en mission til at efterspore Anwar al-Awlaki i Yemen, og til at videregive oplysningerne til CIA.
Storm hævder, at han skulle have skaffet en kone til al-Awlaki.
Kvinden, der var fra Kroatien, skulle i sin kuffert have haft sporingsudstyr, som skulle tjene til at afsløre al-Awlakis opholdssted, når hun var kommet til Yemen.
Storms historie støttes af en SMS, som angiveligt skulle være sendt af PET's føringsofficer, med teksten "Tillykke bror, du er lige blevet rig, meget rig". Historien støttes desuden af, at Storm har et billede af de 250.000 dollars, der skulle være dusøren for oplysningerne.
Den 30. september 2011 blev Awlaki dræbt i et amerikansk droneangreb efter at været blevet lokaliseret.
Det er omstridt, hvor betydningsfulde Storms oplysninger har været for lokaliseringen af Awlaki.
Ifølge Storm hævder PET over for ham, at det ikke var Storms arbejde, der førte til opsporingen af al-Awlaki, men derimod CIA's parallelspor.
Storm var ikke tilfreds med den forklaring, og der blev organiseret et møde mellem Storm, CIA og PET på Hotel Marienlyst den 7. oktober 2011.

## Afsløringen af agent-virksomheden
I oktober 2012 stod Storm frem i en artikelserie i Jyllands-Posten.
Da Storms historie blev offentliggjort, udsendte PET en pressemeddelelse, hvor de skrev, at de hverken ville bekræfte eller afkræfte Storms historie. De skrev endvidere.
| „ | Normalt udtaler vi os jo ikke om målene for vores operative arbejde. Det kommer dog næppe bag på nogen, at PET som andre vestlige efterretningstjenester har haft fokus på al-Awlaki, og at PET's operative indsats i forhold til al-Awlaki har været rettet mod at afdække konkrete terrortrusler mod Danmark eller danske interesser i udlandet, herunder eventuel kontakt mellem al-Awlaki og terrorrelaterede personer, grupper eller netværk i Danmark. | “ |

PET havde i august 2012 tilbudt Storm 25.000 kroner om måneden skattefrit i 5 år for at undlade at træde frem i offentligheden.
Den danske dokumentarist Nagieb Khaja skulle i 2006 have lavet en dokumentarfilm om en islamistisk træningslejr i Yemen med hjælp fra Storm. Projektet strandede dog.
En anden dokumentarfilm i 2009 blev heller ikke gennemført da Storm sprang fra.
Til Folkemødet på Bornholm juni 2014, optrådte Morten Storm ved et debatmøde arrangeret af Trykkefrihedsselskabet.
I 2015 lagde Storm sig igen ud med PET, da han på Facebook offentliggjorde billeder af personer der angiveligt var involveret i den hemmelige operation.
Han har flere gange været udsat for trusler fra muslimske kredse, og i 2016 sigtede politiet tre personer for trusler mod ham.